# Oberdürenbach
Oberdürenbach település Németországban, Rajna-vidék-Pfalz tartományban. Lakosainak száma 657 fő (2023. december 31.).

## Népesség
A település népességének változása:
| Lakosok száma | 471  | 619  | 635  | 645  | 662  | 645  | 657  |
|               | 1975 | 2014 | 2017 | 2019 | 2021 | 2022 | 2023 |